# Li Wei (calciatore)
Li Wei (李偉S, Lǐ WěiP; Xi'an, 5 maggio 1975) è un ex calciatore cinese, di ruolo portiere.

## Palmarès

### Club

#### Competizioni nazionali
- China League One: 2

Xiamen Lanshi: 1999, 2002